# Guairá
Guairá – jeden z departamentów Paragwaju. Stolicą jest Villarica. Graniczy z 3 departamentami: Caaguazú od północy, Caazapá od południa i Paraguarí od zachodu.

## Dystrykty
Departament dzieli się na 17 dystryktów:
1. Borja
2. Capitán Mauricio José Troche
3. Coronel Martínez
4. Doctor Botrell
5. Félix Pérez Cardozo
6. General Eugenio A. Garay
7. Independencia
8. Itapé
9. Iturbe
10. Jose A. Fassardi
11. Mbocayaty del Guairá
12. Natalicio Talavera
13. Ñumí
14. Paso Yobai
15. San Salvador
16. Villarrica del Espíritu Santo
17. Yataity del Guairá